# Las aventuras de Ricky Ricón
Las aventuras de Ricky Ricón, el pobre niño rico (inglés: Richie Rich) es una serie animada de televisión estadounidense producida por Hanna-Barbera Productions. Está basada en la historieta Richie Rich de la editorial Harvey Comics. Se transmitió por primera vez en Estados Unidos el 8 de noviembre de 1980 por el canal ABC. ABC mantuvo la serie en el aire hasta 1984.

## Personajes
- Ricky Ricón (Richie Rich en inglés): personaje principal de la serie. En la serie, Ricky tiene la apariencia de un niño de entre unos 10 a 14 años. Viste un suéter rojo, con la letra "R" larga en el frente, corbata de lazo azul y pantalones largos azules.
- Gloria: novia de Ricky. Tiene su misma edad. Es pelirroja y viste una blusa blanca manga larga, un suéter púrpura y una minifalda también púrpura.
- Dólar (Dóllar en inglés): es el perro mascota de Ricky. Es parecido a un dálmata, pero en vez de manchas tiene el signo del dólar ($) en el pelaje. En la serie, Dollar tiene características más antropomórficas.
- Irona: es la ginoide doncella de la familia de Ricky. También es la guardaespaldas de Ricky.
- Nabor (Cadbury en inglés): es el mayordomo de la familia de Ricky.
- Freckles: es un amigo de Richie.
- Señora Ricón (Mrs. Rich en inglés): es la madre de Ricky. Es rubia al igual que su hijo, pero obesa. Posee varias joyas preciosas.
- Señor Ricón (Mr. Rich en inglés): es el padre de Ricky. Es también obeso. Tiene el cabello castaño.
- Profesor Loquín (Professor Keanbean en inglés): es un inventor que trabaja para la familia de Ricky.
- Beto (Reggie Van Dough en inglés): es primo de Ricky y su antagonista.
- Murray es el contador de dinero de Ricky y amigo de la infancia muy buen comportado Contador (amigo fiel).

## Voces y doblaje
Fuente:
| Personaje       | Actor de voz original Estados Unidos | Actor de doblaje · México                                            |
| --------------- | ------------------------------------ | -------------------------------------------------------------------- |
| Ricky Ricón     | Sparky Marcus                        | Rocío Garcel Anabel Méndez                                           |
| Gloria          | Nancy Cartwright                     | Cristina Camargo                                                     |
| Dólar           | Frank Welker                         | Francisco Reséndez José María Iglesias Carlos Segundo Bravo          |
| Irona           | Joan Gerber                          | Rosanelda Aguirre Guadalupe Noel                                     |
| Nabor           | Stanley Jones                        | Raúl de la Fuente Jesús Brock Luis de León Jorge Roig Guillermo Romo |
| Freckles        | Chrstian Hoff                        | Araceli de León Patricia Acevedo Rossy Aguirre                       |
| Señora Ricón    | Joan Gerber                          | Rosanelda Aguirre                                                    |
| Señor Ricón     | Stanley Jones                        | Esteban Siller                                                       |
| Profesor Loquín | Bill Callaway                        | Esteban Siller                                                       |
| Beto            | Dick Beals                           | Luis Alfonso Mendoza                                                 |